# Hoofdverkeersroute K
De Hoofdverkeersroute K was volgens de lettering van hoofdverkeersroutes de weg van Hoek van Holland via Rotterdam, Gorinchem en Nijmegen naar Duitsland. Tussen Rotterdam en Ridderkerk liep deze weg samen met de Hoofdverkeersroute D en tussen Bemmel en Nijmegen met de Hoofdverkeersroute M en Hoofdverkeersroute R. De weg liep destijds over de rijkswegen 20, 13, 16, 15, 52 en 53. Tegenwoordig wordt deze route ongeveer gevormd door de N220, A20, A16, A15 en N325.

## Geschiedenis
In 1937 werd de hoofdverkeersroute K ingesteld. Deze letter verscheen op de kilometerpalen en hectometerpaaltjes naast de weg. In 1957 werd weglettering vervangen door de Wegnummering 1957. Hierdoor kreeg de route het nummer E36 tussen Hoek van Holland en Rotterdam, E10 tussen Rotterdam en Ridderkerk, N96 tussen Ridderkerk en Bemmel en N93 tussen Bemmel en Nijmegen. Het deel tussen Nijmegen en Duitsland was in deze nieuwe wegnummering ongenummerd.    